# Amulet z Lindholm

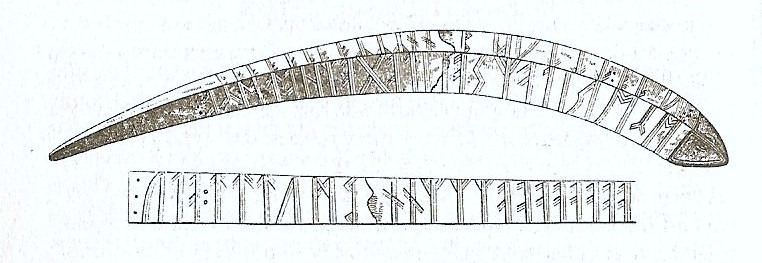
Szkic zabytku

Amulet z Lindholm (DR 261) – datowany na V/VI wiek podłużny fragment kości zwierzęcej, pokryty inskrypcją runiczną. Obecnie znajduje się w zbiorach muzeum historycznego Uniwersytetu w Lund.
Zabytek został odkryty w 1840 roku, w trakcie prac na torfowisku w Lindholm w szwedzkiej prowincji Skania. Kopacze torfu przypadkowo uszkodzili artefakt, przez co pękł on na dwie części, trwale uniemożliwiając odczyt jednej z run.
Artefakt ma 16 cm długości i ostre zakończenia, inskrypcja pokrywa dwie z trzech jego ścianek. Napis, czytany od prawej do lewej, kończy się formułą magiczną. Jego treść głosi:
ek erilaR sa wilagaR hateka :
aaaaaaaaRRRnnn-bmuttt : alu :
co znaczy:
Ja, eril, nazywam się Sawilag. aaaaaaaaRRRnnn-bmuttt świętość.